# Catalina Cantarellas i Camps
Catalina Cantarellas i Camps (Palma, Mallorca, 12 de setembre de 1947) és historiadora de l'art.
Es llicencià a la Universitat de Barcelona l'any 1969, en Prehistòria i història antiga. Es doctorà el 1979 per la Universitat de les Illes Balears, on ha estat professora d'Història de l'Art des del 1973. especialitzada en l'estudi de l'art mallorquí contemporani.
Ha treballat al Museu de Mallorca, on ha participat en diversos projectes d'excavació, restauració de monuments i inventari de béns arqueològics. Ha format part de comitès editorials de diverses revistes especialitzades i també ha participat en el Comitè Espanyol d'Història de l'Art.
És autora d'entre d'altres, de
- La pintura a les Balears en el segle XIX, Documenta Balear, S.A., 2005. ISBN 84-96376-22-2
- L'univers artístic de Miquel Barceló', Universitat de les Illes Balears, 2003. ISBN 84-7632-827-3
- El moble a les Illes Balears, segles xiii-XIX', Àmbit Serveis Editorial, 1995. ISBN 84-87342-31-0
- La Roqueta: una industria cerámica en Mallorca (1897-1918), José J. de Olañeta, Editor, 1994. ISBN 84-7651-208-2
- La arquitectura mallorquina desde la ilustración a la restauración, Institut d'Estudis Baleàrics, 1981. ISBN 84-600-2363-X